# Szlomi Arbeitman
Szlomi Arbeitman (hebr. שלומי ארביטמן, 14 maja 1985 w Netanji) – izraelski piłkarz grający na pozycji napastnika. Od 2013 roku jest zawodnikiem RAEC Mons.

## Życiorys
Arbeitman do swojego obecnego klubu, KAA Gent, dołączył przed sezonem 2010/2011. Regularnie grał w reprezentacji Izraela U-21, a w dorosłej reprezentacji zadebiutował w 2004 roku (strzelił hattricka w swoim debiucie przeciwko drużynie Azerbejdżanu).
Przed transferem do drużyny z Gandawy reprezentował barwy Beitaru Jerozolima, Hapoelu Petach Tikwa, Maccabi Hajfa i Hapoelu Tel Awiw. W 2011 roku przeszedł na zasadzie wypożyczenia do KVC Westerlo. W 2013 roku przeszedł do RAEC Mons.

## Kariera klubowa
| Sezon   | Klub                | Kraj   | Flaga  | Rozgrywki     | Mecze | Bramki |
| ------- | ------------------- | ------ | ------ | ------------- | ----- | ------ |
| 2002/03 | Beitar Jerozolima   | Izrael | Izrael | Ligat ha’Al   | 6     | 2      |
| 2003/04 | Beitar Jerozolima   | Izrael | Izrael | Ligat ha’Al   | 27    | 7      |
| 2004/05 | Beitar Jerozolima   | Izrael | Izrael | Ligat ha’Al   | 1     | 0      |
| 2004/05 | Hapoel Petach Tikwa | Izrael | Izrael | Ligat ha’Al   | 27    | 12     |
| 2005/06 | Maccabi Hajfa       | Izrael | Izrael | Ligat ha’Al   | 28    | 8      |
| 2006/07 | Maccabi Hajfa       | Izrael | Izrael | Ligat ha’Al   | 29    | 9      |
| 2007/08 | Maccabi Hajfa       | Izrael | Izrael | Ligat ha’Al   | 6     | 0      |
| 2007/08 | Hapoel Tel Awiw     | Izrael | Izrael | Ligat ha’Al   | 17    | 4      |
| 2008/09 | Maccabi Hajfa       | Izrael | Izrael | Ligat ha’Al   | 28    | 5      |
| 2009/10 | Maccabi Hajfa       | Izrael | Izrael | Ligat ha’Al   | 34    | 28     |
| 2010/11 | KAA Gent            | Belgia | Belgia | Eerste Klasse | 27    | 7      |
| 2011/12 | KAA Gent            | Belgia | Belgia | Eerste Klasse | 1     | 0      |
| 2011/12 | KVC Westerlo        | Belgia | Belgia | Eerste Klasse | 11    | 4      |
| 2012/13 | KAA Gent            | Belgia | Belgia | Eerste Klasse | 10    | 2      |
| 2012/13 | RAEC Mons           | Belgia | Belgia | Eerste Klasse | 10    | 3      |
| 2013/14 | RAEC Mons           | Belgia | Belgia | Eerste Klasse |       |        |